# إد هولي
إد هولي (بالإنجليزية: Ed Holly)‏ هو لاعب كرة قاعدة أمريكي، ولد في 6 يوليو 1879 في شيكاغو في الولايات المتحدة، وتوفي في 27 نوفمبر 1973 في ويليامسبورت في الولايات المتحدة.

## وصلات خارجية
- إد هولي على موقع دوري كرة القاعدة الرئيسي (الإنجليزية)
- إد هولي على موقعبيزبول رفرنس.كوم (الدوري الرئيسي) (الإنجليزية)
- إد هولي على موقعبيزبول رفرنس.كوم (الدوري الثانوي) (الإنجليزية)